# Leudal

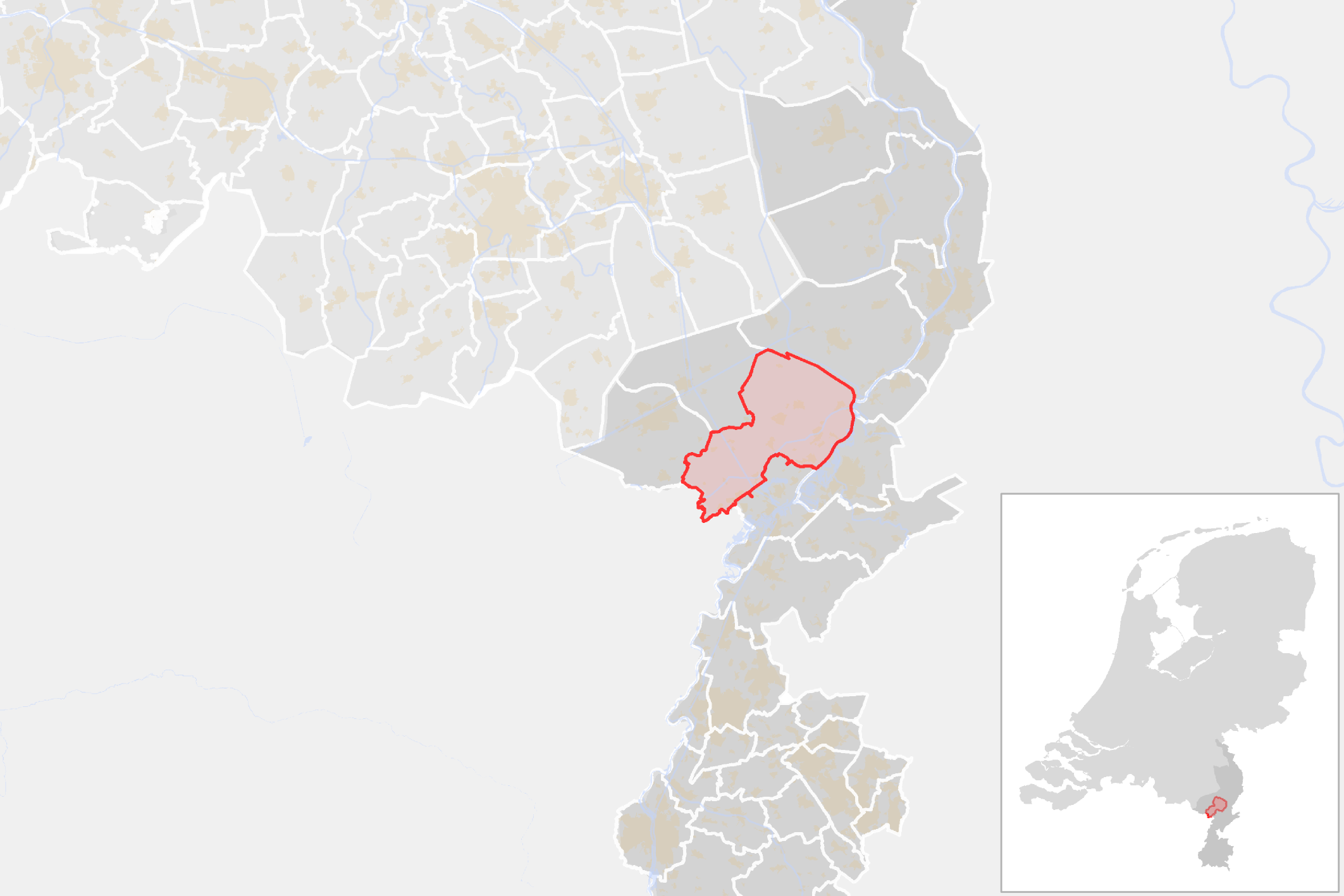
Lägeskarta

Leudal är en kommun i provinsen Limburg i Nederländerna. Kommunens totala area är 164,89 km² (där 2,11 km² är vatten) och invånarantalet är på 35 848 invånare (2017).